# Боровичі
Боровичі́ (рос. Боровичи) — місто обласного підпорядкування, районний центр Новгородської області, Росія, на ріці Мсті.

## Історія
Статус міста присвоєно 28 травня 1770 р. Катериною ІІ. У квітні 1772 року Сенат затвердив план і герб міста Боровичі. У 1786 році відкрилися школа водних комунікацій і лікарня. У 1787 році почалися заняття в малому народному училищі. До 1785 року в Боровичах вже було 16 кам'яних, 317 на кам'яному фундаменті і 373 дерев'яних будинки, 3 цегельних заводи, млин. Двічі на рік проходили ярмарки.
Боровицький цвинтар вперше згадується в переписній оброчній книзі Деревської п'ятини близько 1495 р. В 1564 р. згадується вже як торгово-промислове поселення Боровицький Рядок. Основним заняттям жителів Боровичі була проводка суден по мстинських порогах (Боровицькі пороги), що відображено в височайше подарованому Катериною II гербі міста.
Історія Боровицького краю тісно пов'язана з ім'ям російської полководця Олександра Суворова. За 35 кілометрів від міста знаходиться село Кончанське-Суворовське, у якому він відбував заслання з 5 травня 1797 р. по 6 лютого 1799, саме звідси він вирушив у знаменитий альпійський похід. З 1942 р. там відкрито « Музей-заповідник А. В. Суворова».
Промисловий розвиток міста пов'язано з виробництвом вогнетривкої цегли, яке почалося в 70-х роках XIX століття. Після відкриття в 1851 р. Миколаївської залізниці значення річки Мсти як водної транспортної артерії втратилося, і розвиток вогнетривкої промисловості стало новим етапом в історії міста. В околицях Боровичів були виявлені великі запаси вапна, сірчаного колчедану, бурого вугілля і вогнетривких глин. Ще в 1786 р. в гирлі Крупи, притоки Мсти, була пробита перша в Росії штольня для видобутку бурого вугілля. В 1855 у недалеко від Боровичів Нобель заснував перший завод вогнетривких виробів.
Ще одним великим підприємством міста є Боровицький комбінат будівельних матеріалів, заснований в 1910 р. Комбінату належить єдина в Новгородській області і одна з небагатьох в Росії електрифікована вузькоколійна залізниця завдовжки понад 2 км. У Боровичах був найбільший з дванадцяти в Радянському Союзі обозобудівельний завод «Зміна».
У роки Другої світової війни в Боровичах були великі фільтраційні табори НКВС.

## Джерела

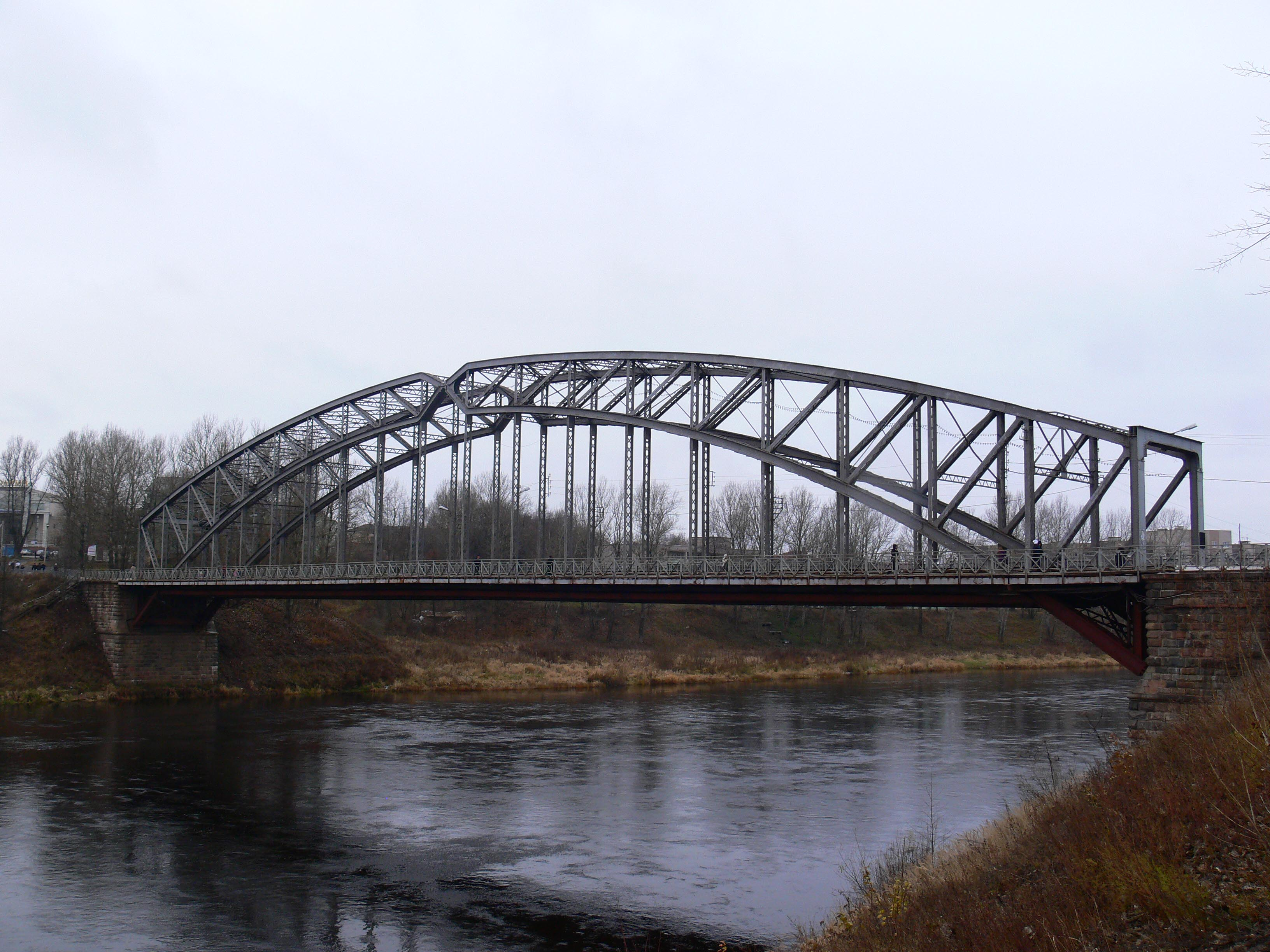
Міст через Мсту

## Економіка
- Промисловість і освіта — керамічна промисловість на місцевій сировині — комбінат вогнетривких виробів, цегельний завод та ін.; паперова фабрика, деревообробний комбінат, механічний завод. В районі Боровичів стародавні кустарні промисли: трикотажні, гончарні, шкіряні, деревообробні. Гірничо-керамічний та автошляховий технікуми, медичне і педагогічне училища. Краєзнавчий музей

## Інфраструктура
- Є залізнична станція.

## Особистосі
У місті народилися:
- Каштелян Сергій Андрійович (1910—1995) — радянський артист оригінального жанру, режисер, педагог.
- Міщанинов Володимир Олексійович (1905—1986) — український радянський художник.

У місті мешкав Тимофій Іванович Волкович (1899—1981) — радянський військовик, учасник Другої світової війни, генерал-майор, почесний громадянин Бердичева.
Каштелян.